# Фостер, Джордж Юлас
Джордж Юлас Фостер (англ. George Eulas Foster; 3 сентября 1847, графство Карлтон, Нью-Брансуик — 30 декабря 1931, Оттава) — канадский государственный деятель. Министр в консервативных правительствах в 1885—1896 и 1911—1921 годах, в том числе министр финансов и генеральный казначей в 1888—1896 годах в кабинетах пяти разных премьер-министров. В кабинете Роберта Бордена неоднократно исполнял обязанности премьер-министра, возглавлял канадскую делегацию на Парижской мирной конференции и на 1-й Ассамблее Лиги Наций. Член имперского Тайного совета (1914), рыцарь Большого креста ордена Святых Михаила и Георгия (1918).

## Семья и молодые годы
Джордж Фостер, родившийся в 1847 году в приходе Уэйкфилд графства Карлтон в Нью-Брансуике, был седьмым ребёнком в семье. Его отец, Джон Фостер, был лоялистом во втором поколении и принадлежал к общине свободных христианских баптистов. Мать Джорджа, Маргарет Хейне, родом из пенсильванских голландцев, умерла, когда мальчику ещё не было трёх лет.
Джордж с детства тянулся к знаниям, но в его родном приходе не было школы, а в доме не держали иных книг, кроме Библии. Поэтому мальчик брал читать книги у соседей, а на занятия ездил в соседнее поселение, где жил и питался при школе. В 15 лет Джордж организовал школу в своём приходе, где учил других детей, не имея формального образования. В 1865 году, после двух лет учёбы в школе прихода Стадхолм, он получил от графства Кингс стипендию на обучение в недавно открывшемся Университет Нью-Брансуика. В годы учёбы в университете Фостер организовал выпуск студенческой газеты University Monthly, которая под названием The Brunswickan издаётся до настоящего времени. Окончил университет со степенью бакалавра в 1868 году, вторым в своём классе.

## Карьера преподавателя и публичного лектора
По окончании университета Фостер начал работать учителем в начальной школе графства Виктория в Гранд-Фолсе, где ему было положено жалованье в размере 600 долларов в год. Затем он преподавал в средней школе во Фредериктон-Джакшене, Баптистской академии во Фредериктоне и Фредериктонской средней школе для девочек, где также занимал должность директора. В 1871 году ему была предложена кафедра классической литературы и истории, но, прежде чем занять её, Фостер провёл учебный 1872/1873 год как студент сначала в Эдинбургском, а затем в Гейдельбергском университете.
В Университете Нью-Брансуика Фостер преподавал шесть лет. В годы пребывания во Фредериктоне он играл заметную роль в местном обществе трезвости и тамплиерской масонской организации, в 1874 году стал высшим тамплиером Великой ложи Нью-Брансуика, а также составил себе имя как публичный лектор. Уволившись из университета в 1878 году, он в начале следующего года отправился в тур по США с лекциями о вреде алкоголя. За 1879 год он прочитал 162 лекции в восточных штатах, за 1880-й — 132, проехав за два года 24 тысячи миль, а в 1881 году добрался до Теннесси, Канзаса и Висконсина.

## Федеральная политика в 1883—1896 годах
В 1882 году коллега по обществу трезвости Леонард Тилли, бывший лейтенант-губернатор Нью-Брансуика и действующий министр финансов в правительстве Дж. А. Макдональда, предложил Фостеру баллотироваться в Палату общин Канады от графства Кингс. Фостер участвовал в этих выборах как независимый консервативный кандидат. Ему противостоял многолетний депутат от Консервативной партии подполковник Джеймс Домвилл, чьи привычки, по словам Фостера, «не вызывали уважения у части электората, ведущей трезвый образ жизни». Новый кандидат победил со значительным преимуществом, в начале 1883 года впервые появился в парламенте (задержка была связана с выполнением ранее данных обязательств по чтениу лекций в Мичигане) и вскоре сумел произвести впечатление на Макдональда своими ораторскими способностями и логикой. Когда через два года Тилли покинул правительство, освободившуюся вакансию для представителя Нью-Брансуика заполнил Фостер, получивший пост министра морских ресурсов и рыболовства.
В своём первом министерстве Фостер значительную часть времени занимался разрешением конфликтов с США по вопросам прав на рыболовные промыслы у восточного побережья Северной Америки и охоту на тюленей в Беринговом море. В начале 1888 года он вместе с министром юстиции Джоном Томпсоном и Чарльзом Таппером сумел в рамках работы совместной англо-американской комиссии добиться соглашения о решении этих вопросов, но договор, уже ратифицированный в Канаде и Великобритании, был отвергнут Сенатом США. Это не помешало Фостеру, уверенно переизбравшемуся в парламент в 1887 году, получить новое назначение в правительстве: в мае 1888 года он занял пост министра финансов.
В конце 1888 года Фостер обручился с Аделин (Эдди) Дэвис Чизхолм, председательницей Женского христианского союза за трезвость Онтарио. Чизхолм к этому времени была замужем, но муж с ней не жил, и в 1889 году ей удалось получить развод в Иллинойсе. В июле того же года она обвенчалась в Чикаго с Фостером. Этот брак с разведённой женщиной вызвал резкое неодобрение в светских кругах Канады; среди тех, кто отказался от общения с женой министра финансов, были генерал-губернатор лорд Стэнли с супругой и жена премьер-министра Агнес Макдональд. Бойкот супругов в высшем свете продолжался до прибытия в Канаду следующего генерал-губернатора лорда Абердина.
Натянутые отношения в светских кругах не мешали Фостеру эффективно выполнять обязанности министра финансов, отвечающего за претворение в жизнь принципов протекционистской Национальной политики Макдональда. Он выступал за субсидирование канадских пароходных компаний, что должно было стимулировать атлантическую и тихоокеанскую торговлю, вёл переговоры о товарообмене с США и островами Вест-Индии, завершил банковскую реформу и в 1892 году организовал выделение вопросов торговли в ведение отдельного министерства.
После смерти Макдональда в 1891 году Фостер продолжал занимать пост министра финансов при ещё четырёх быстро сменявшихся премьер-министрах от Консервативной партии. В январе 1896 года он вместе с ещё шестью коллегами по кабинету сам стал причиной очередной такой смены, подав в отставку с министерского поста в знак протеста против стиля руководства премьер-министра Макензи Боуэлла, но затем на короткое время вернулся к исполнению своих обязанностей в кабинете Таппера. После роспуска парламента в апреле того же года Фостер сменил избирательный округ, перейдя из графства Кингс (где его давний соперник Домвилл теперь баллотировался от Либеральной партии) в графство Йорк, и снова победил с большим преимуществом, однако общую победу на федеральных выборах одержали либералы, отправив консерваторов в оппозицию.

## 1896—1910 годы

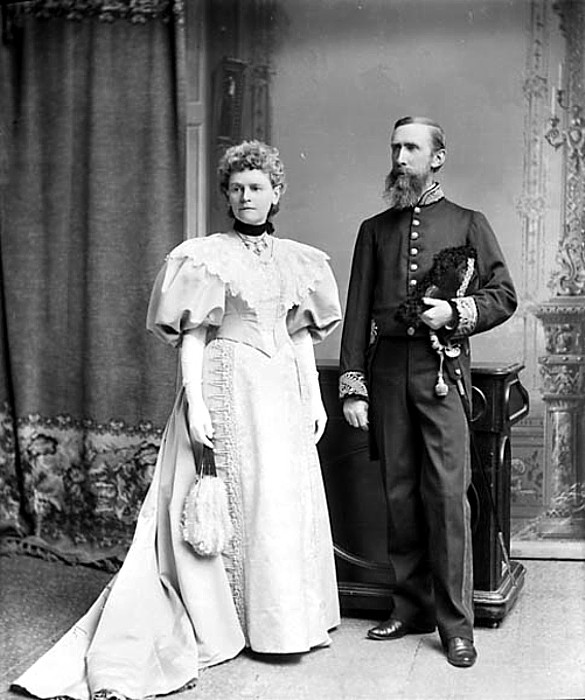
С супругой Аделин около 1890 года

Четыре года спустя по просьбе партийного руководства Фостер снова сменил избирательный округ и баллотировался в Палату общин от Сент-Джона, но потерпел первое за политическую карьеру поражение, уступив бывшему премьер-министру Нью-Брансуика Эндрю Блэру. В апреле того же года сгорел его дом в Оттаве, когда пожар в Халле перекинулся на онтарийский берег реки. После этого Фостер перебрался в Торонто, где вскоре занял пост генерального менеджера инвестиционного фонда Union Trust Company. В 1903 году он участвовал в довыборах в федеральный парламент от Северного Онтарио, но, будучи чужаком в этом округе, проиграл с небольшой разницей. Осенью того же года он участвовал в Англии в агитационной кампании Джозефа Чемберлена в поддержку льготных таможенных тарифов для территорий Британской империи.
В 1904 году на очередных федеральных выборах Фостер выступил кандидатом от консерваторов в Северном Торонто. Хотя ему противостоял действующий мэр Торонто Томас Уркхарт, Фостеру удалось одержать победу. После этого он вернулся в Оттаву, заняв в теневом кабинете должность критика по вопросам финансов. На следующий год, однако, комиссия, назначенная либеральным правительством Лорье, представила отчёт, обвиняющий Фостера в том, что возглавляемый им инвестиционный фонд выделял средства синдикатам в Западной Канаде, которыми руководили его коллеги по партии; при этом сам экс-министр получал от синдикатов оплату за комиссионные услуги. Фостеру пришлось уйти с поста генерального менеджера фонда, но кампания по его очернению в прессе продолжалась. В 1908 году он подал в суд на редактора газеты The Globe, обвиняя того в клевете, но проиграл это дело: суд признал, что, хотя действия Фостера на посту генерального менеджера не нарушали закон, они не были безупречными и газета имела право на их критику.
Несмотря на травлю в прессе, Фостер выиграл выборы в 1908 году. Всё ещё находясь в оппозиции, он жёстко критиковал попытки правительства Лорье заключить с США договор о свободной торговле, заявляя, что такое соглашение влечёт за собой «большие опасности, чем кто-либо из нас может сейчас разглядеть». Также он критиковал проблематичный процесс назначения государственных служащих, реформу которого либералы затягивали. Кроме того, в условиях, когда господство британского флота на море пошатнулось в результате успехов военно-морской программы Германской империи, он инициировал в парламенте законопроект об увеличении ассигнований на береговую оборону.

## Работа в правительстве Роберта Бордена
В сентябре 1911 года на федеральных выборах консерваторы одержали общую победу. Новый премьер-министр Роберт Борден поначалу предлагал Фостеру, победившему в Северном Торонто, незначительные посты в правительстве (председателя налоговой комиссии, государственного секретаря по связям с Лондоном), но тот отказывался. Наконец Бордену удалось убедить бывшего министра финансов в том, что «высшие политические интересы» не позволяют вернуть его на этот пост, и тот согласился возглавить министерство торговли и предпринимательства, одновременно войдя в правление казначейства. На посту министра торговли Фостер оставался на протяжении следующего десятилетия; в 1912—1917 годах он также возглавлял Королевскую комиссию по доминионам, занимавшуюся вопросами природных ресурсов, торговли и законодательства различных территорий Британской империи. Эта работа способствовала тому, что в 1914 году канадец был произведён в рыцари-командоры ордена Святых Михаила и Георгия.
После начала мировой войны на Фостера легла задача по обеспечению снабжения канадской продукцией союзных стран и войск; в последние годы войны особенно возросли поставки канадского зерна. В периоды поездок Бордена в Великобританию и на фронт Фостер выполнял обязанности премьер-министра. В 1916 году он сыграл ключевую роль в создании Консультативного совета по научным и промышленным исследованиям (предшественника Национального научно-исследовательского совета Канады) и введении летнего времени, а двумя годами позже — в учреждении Статистического бюро доминиона. В 1916 году Фостер был одним из четырёх делегатов от Великобритании на Экономической конференции стран-союзников в Париже, а вскоре после этого стал членом имперского Тайного совета.
В июне 1917 года, когда в преддверии принятия закона о военной службе Борден пытался привлечь либералов в широкую правительственную коалицию, некоторые из них выразили готовность к ней присоединиться при условии, что сам Борден уступит пост премьер-министра Фостеру. Это предложение было, однако, единогласно отвергнуто сначала министрами, а затем фракцией консерваторов в Палате общин. Той же осенью накануне очередных выборов Фостера, переходившего железнодорожные пути на станции в Торонто, зацепил железнодорожный вагон. 70-летний политик получил переломы лопатки, ключицы и четырёх рёбер, не считая многочисленных ушибов, и на месяц попал в больницу. Это, однако, не помешало ему победить в своём округе в Северном Торонто с большим отрывом.
В 1918 году Фостеру удалось провести через парламент сухой закон. Летом того же года он был произведён в рыцари Большого креста ордена Святых Михаила и Георгия. На следующий год вместе с Борденом он участвовал в Парижской мирной конференции, став вице-председателем объединённой экономической комиссии держав-победителей. Когда в мае были обнародованы основные положения Версальского договора, Борден вернулся в Оттаву, оставив Фостера главой канадской делегации в Париже. Тот использовал свою новую роль, чтобы попытаться убедить делегатов конференции в необходимости смягчения некоторых пунктов договора и, в частности, в пользе участия Германии в работе Лиги Наций. По его мнению, привлечение Германии к решению проблем послевоенной Европы позволило бы это сделать более эффективно.
В июне 1919 года, ещё до подписания договора, Фостеру тоже пришлось вернуться в Канаду: его жена была при смерти. Она умерла в сентябре от рака молочной железы. В эти же дни канадский парламент ратифицировал Версальский договор, и Борден, истощённый работой в годы войны, взял долгий отпуск, на протяжении которого Фостер снова исполнял обязанности главы правительства — на этот раз вместе с министром юстиции Чарльзом Дохерти. Однако в мирных условиях широкая коалиция, созданная в дни войны, начала рассыпаться.

## Последние годы жизни
Намереваясь уйти на покой, Борден предложил Фостеру пост Верховного комиссара (посла) в Великобритании, но тот отклонил это предложение, так же, как и пост лейтенант-губернатора Нью-Брансуика. После ухода Бордена в отставку правительство возглавил Артур Мейен, уговоривший Фостера остаться на посту министра торговли ещё на год. В 1920 году тот возглавил канадскую делегацию на первой Ассамблее Лиги Наций в Женеве, но вскоре вернулся домой. Находясь в Женеве, он в декабре 1920 года вступил во второй брак со старой знакомой Джесси Аллан — дочерью члена британского парламента Уильяма Аллана.
Осенью 1921 года, когда Мейен реорганизовал свой кабинет, Фостер воспользовался этим, чтобы подать в отставку после почти 39 лет в активной политике. В сентябре того же года он стал членом Сената Канады. В качестве сенатора Фостер продолжал оставаться активным апологетом Лиги Наций. Он ещё дважды — в 1926 и 1929 годах — включался в состав канадских делегаций на её ассамблеях, а с 1924 по 1929 год был президентом канадского Общества Лиги Наций, сменив в этой должности Бордена. Фостер скончался у себя дома в Оттаве 30 декабря 1931 года, не оставив детей, и 2 января был удостоен государственных похорон на национальном кладбище Бичвуд.